# ÚstaF-voiceband.cz
ÚstaF-voiceband.cz (zkráceně ÚstaF) je brněnský divadelní soubor, který se zaměřuje na tzv. voiceband, tedy specifický druh sborové recitace. V roce 1997 soubor založil pedagog, germanista a bohemista Zdeněk R. Šturma, jenž stojí po celou dobu v jeho čele. Skupina připravuje zejména vlastní voicebandové jevištní výstupy, příležitostně je však zvána i ke spolupráci na divadelních inscenacích.

## Historie souboru
Vzniku souboru předcházelo počátkem 90. let 20. století působení Zdeňka R. Šturmy v souboru Špatně zabržděno ve Velkém Meziříčí. Členové uskupení se věnovali divadlu poezie, hledali způsoby, jak k literatuře přistupovat, a tak na popud Evy Prešerové zpracovali některé texty metodou voicebandu.
Šturma na tuto tvorbu navázal a v roce 1997 založil soubor ÚstaF Brno, jehož ansámbl tvořilo zhruba patnáct studentů gymnázia v Brně-Komíně. Mladí tvůrci pod Šturmovým vedením převedli do voicebandové formy řadu dalších textů a mezi lety 1999–2000 opět navázali spolupráci se souborem Špatně zabržděno, s nímž vystoupili na českých divadelních přehlídkách s pásmem nonsensových textů The Best of Voiceband.
Sezóna mezi lety 2000–2001 byla specifická v tom, že byl Šturma na pracovní cestě a vedení souboru dočasně převzala Karolína Stehlíková. V té době vzniklo pásmo Čemu se báseň říká…, jež bylo sestavené z poezie Jiřího Ortena. Po Šturmově návratu soubor započal práci na dalších textech.
Mezi lety 2004–2010 ÚstaF Brno zkoušel i veřejně vystupoval v prostorách kulturně-vzdělávacího centra Stará hasička v Brně-Komíně. Současně založil Šturma v roce 2006 další voicebandový soubor s názvem Voiceband.cz. Působili zde zejména studenti z Gymnázia Křenová, ale doplnili je též někteří členové souboru ÚstaF.
Po pauze, která v souboru Voiceband.cz trvala po celý rok 2009, se v lednu roku 2010 soubory ÚstaF Brno a Voiceband.cz spojily v jeden celek nazvaný ÚstaF-voiceband.cz. Vznikl stálý soubor zkoušející v prostorách Gymnázia Křenová, jehož členové se v průběhu let obměnili do nynější podoby.
Od počátku svého působení se ÚstaF mnohokrát úspěšně zúčastnil soutěžních divadelních přehlídek a vystoupil na festivalech v České republice i v Evropě.
Od roku 2003 zaštiťuje ÚstaF občanské sdružení Inspirace Brno.

## Soubor a poetika divadla
Hlavním zaměřením souboru je technika sborové recitace zvaná voiceband, již na evropské scéně jako první proslavil Emil František Burian v 1. polovině 20. století. Soubor Burianův voiceband nerestauruje, nýbrž zpracovává nové texty a voicebandovou metodu rozvíjí a obohacuje po svém.
Autorská tvorba uskupení ÚstaF-voiceband.cz spočívá v adaptaci přejatých textových, zejména poetických předloh do zvukově-scénického jevištního tvaru, jenž lze označovat jako jevištní či voicebandový koncert. Kombinuje se v něm hudební, recitační a divadelní složka. Zásadní roli v něm hraje slovo a jeho významy. Tvůrci se při přípravě výstupů nechávají vést zněním slov, rytmem a náladou podkladového textu, hledají v něm vlastní smysl a zkoumají možnosti inscenování, které text nabízí. Kladou důraz na hravost, fantazii a spontaneitu tvůrčího procesu, tedy rysy, které byly charakteristické pro dadaismus a poetismus.
Funkci dramaturga zastává zpravidla Zdeněk R. Šturma. Vybírá text ke zpracování, předkládá souboru prvotní nápad a koncepci. Na úpravě textu a podobě výsledné inscenace se ovšem může podílet kdokoli ze souboru. Divadelníci nejprve ve skupinách upravují text do voicebandové podoby, a navržený tvar poté diskutují a tříbí během kolektivních zkoušek. Šturma proces přípravy řídí, upozorňuje na nedokonalosti a má právo nezdařilé či nezapadající návrhy voicebandových výstupů zamítnout.
Vystoupení bývá koncipováno jako monotematický koncertně-divadelní tvar, který se skládá z prezentace série zvoicebandovaných textů. Voicebandová sborová recitace se podobá technice a capella, ovšem zpěvní part je v ní často oslabený a nahrazuje ho výrazně rytmizovaná mluva. Hlasy se melodicky, tónicky a hlasitostně prolínají či tvoří kánony. Voicebandový sbor někdy doplňuje slova dalšími zvuky, beatboxem, recituje pozpátku, zdůrazňuje některé slabiky atd. Příznačná je onomatopoičnost voicebandových výstupů.
Zvuková složka je v souboru doprovázena nacvičenou pohybovou choreografií. Herci doplňují slova rytmickými gesty a v pauzách mezi jednotlivými výstupy se přeskupují do rozličných formací, mezi něž patří kromě půlkruhu například dvě řady naproti sobě, více souběžných řad atd. Zdeněk R. Šturma zastává funkci dirigenta.
Podoba scény se odvíjí jednak od tématu konkrétní inscenace, jednak od možností, jež skýtá prostor, ve němž ÚstaF-voiceband.cz vystupuje. Herci mají na sobě kostýmy, jejichž podoba buď vyplývá z charakteru inscenace, nebo je tvořena univerzálním celočerným oděvem. V novějších voicebandových představeních bývá součástí dekorace projekce obrazu na plátno, na postavy či zadní projekce.
Soubor charakterizuje logo, které tvoří otevřená ústa, jejichž rty jsou zbarveny z jedné poloviny černě a z druhé poloviny červeně. Mezi rty je vepsán název souboru se zrcadlově obráceným písmenem „F“.

## Repertoár
Roli dramaturga zastával a nadále zaujímá vedoucí souboru a zároveň jeho režisér Zdeněk Šturma. V několika málo případech se na dramaturgii podílel další člověk (Jiří Matoušek u inscenace Píseň písní, Pavel Rybička u inscenace Brna).
Dramaturgickou linii lze rozdělit do tří proudů. První linie zahrnuje inscenace či spíše voicebandové koncerty složené z dětských říkanek (The Best of Voiceband, Spolužáčkovina aneb Volte slova!). Druhý proud je zdánlivě podobný. Na první pohled jej tvoří hravé texty, na druhý však vyjde záhy najevo, že se jedná o hlubší myšlenky, kritiku společnosti či vyjádření životního postoje (Brna, Jsi proklat, majiteli). Poslední proud definuje Zdeněk Šturma jako výzvy. Jde hlavně o větší celky, celkově náročnější ve všech inscenačních prostředcích (Píseň písní, KY-KY-TI-CE-CE). Ve všech případech se jedná o přejaté texty.

### The Best of Voiceband
Jedná se o nejdéle uváděnou inscenaci, neboť je stále na repertoáru souboru, ač v průběžně obměňované podobě.
Inscenace The Best of Voiceband měla premiéru v sezóně 1999–2000. V této sezóně spolupracoval ÚstaF se souborem Špatně zabržděno z Velkého Meziříčí. Se společným vystoupením The Best of Voiceband prošli úspěšně sítem Wolkrova Prostějova a zúčastnili se přehlídky Jiráskův Hronov.
Voicebandový koncert The Best of Voiceband se na počátku skládal z textů André Bretona, Adolfa Hoffmeistera, Josefa Hiršala, Jiřího Suchého a Jiřího Oulíka, playlist je však neustále obměňován a objevilo se na něm to nejlepší z představení Zaklínání malého Radka, Kykyticece či čísla vytvořená pro queer filmový festival Mezipatra.
Dress code dříve tvořila černá sukně, resp. kalhoty a bílá košile. V současnosti jsou kostýmy sjednocené a všichni oblékají černé oblečení, individualita je podtržena barevnými kravatami. Sboristé mají červeno-černě nalíčená ústa, odkazující k logu souboru, toto líčení se poprvé objevilo až ve Spolužáčkovině.

### Spolužáčkovina aneb Volte slova!
Podobně jako výše zmiňovaná inscenace se i montáž Spolužáčkovina aneb Volte slova! skládá z krátkých básnických útvarů. Jak název napovídá, dominují básně Jiřího Žáčka, které doplňují jedna Krieblova a jedna anonymní báseň. Premiéra se uskutečnila v sezóně 2001–2002 a ÚstaF se s ní probojoval až na Jiráskův Hronov.
Na jevišti stálo asi dvacet dívek v černých kalhotách a chlapců v suknicích s nabílenými obličeji a červeno-černými zvýrazněnými rty. Kostým měl setřít rozdíly mezi pohlavími. Zvýrazněná ústa odkazovala na logo souboru ÚstaF a zároveň zdůrazňovala důležitost úst jako zdroje sdělení. Stejné líčení se rozšířilo do inscenací The Best of Voiceband a Zaklínání malého Radka. Společně recitovali básně Jiřího Žáčka („Halí, belí“, „Nohy“, „Říkanka pro berušku“, „Aprílové limeritky“, „Kdo má pod čepicí“), Zdeňka Kriebla („Popěvek o zvonu“) a neznámého autora („Střízlík“). Jednotlivé výstupy byly uvedeny jemně ironickými nápisy na cedulích, které reagovaly na soudobou politickou situaci. Například Krieblova báseň byla uvedena nápisem „Eurozvony“, který odkazoval na byrokratické evropské předpisy. Žáčkově „Halí, belí“ předcházel transparent „Legalizace petržele“.
Každá báseň měla někdy nesouvisející pohybový doprovod. Herec udělal nějaký pohyb či gesto, jindy se pohyby propojily, aby znázornily jeden společný posunek. Součástí choreografie byly i přesuny herců z místa na místo či z jedné skupiny do druhé. Postavy mezi básněmi přecházely se sklopenou hlavou a s rukama za zády. Díky složení z krátkých textů mohla každá báseň dostat jedinečný tvar založený na rytmu. Uspořádání těchto částí se lišilo v průběhu času. Jen úvod, kdy byli diváci v různých jazycích požádáni o vypnutí telefonů, následné „Halí, belí“, které vítalo diváky, a závěrečná „Pohádka“, kde byl použit znakový jazyk, zůstaly na svých místech. Některé básně se přesunuly do voicebandového představení The Best Of.

### Píseň písní
Inscenace Píseň písní měla premiéru v sezóně 2003–2004. ÚstaF s ní soutěžil na Wolkrově Prostějově, ale zde se setkala s nepochopením a do Hronova nominována nebyla.
Tato inscenace se od předešlých v mnohém lišila, nebyla složena z jednotlivých nesouvisejících básní, ale nesla příběh inspirovaný biblickou Písní Šalamounovou. Svým rozsahem, téměř 50 minut, byla doposud nejdelší inscenací. Soubor se pustil do experimentálnějšího divadla doplněného hudebním doprovodem. Bylo využito afrického bubnu djembe pro rytmické vedení chóru a flétny k udávání tónu pro zpěv. Rytmus se proměňoval v závislosti na ději. K navození strachu sloužilo zrychlování a akcentace slov, výkřik a vzápětí ticho.
Zdeněk Šturma a dramaturg Jiří Matoušek využili různých překladů biblického textu i několika přebásnění (Bible kralická, Český ekumenický překlad, Jeruzalémská bible, překlad Jana Ámose Komenského, Dvořákův překlad z 19. století, Seifertova Píseň písní, Novákové Píseň písní, Olbrachtovo Čtení z Biblí kralické, Husův překlad české Bible.) a z textu Písně písní vyfabulovali dějový prvek pro čtyřčlennou skupinu sólistů (Šalamoun, Šulamit, Pastýř, Strážce), kterou doplnili bubeník a mužský a ženský chór. Výsledný text revidoval Jindra Kamenský.
Pastýř se zamiluje do Šulamit, ale protože je hrdý, nechce se vázat. Král spatří Šulamit, unese ji a zamiluje se do ní, jeho láska je opětována. Šulamit však řeší dilema, koho doopravdy chce. Uteče z paláce, je ale zajata a odvlečena zpět. Další linii příběhu tvoří láska Strážce k Šalamounovi. Jeho role byla složena z ženských textů. Šalamoun nechává popravit Pastýře, aby se zbavil soka v lásce. Šulamit je zpět u krále: „Tancuj, tancuj, Šulamit, tancuj, ať se na tebe můžeme dívat!“. Strážce s výkřikem: „Co vidíte na Šulamit, která víří mezi plameny?“ spáchá sebevraždu. Zůstane jen král a Šulamit, kteří si vyznají lásku.
Kostýmy byly jednobarevné v tělové barvě, odlišeni byli jen sólisté. Dívky měly dlouhé sukně a zdobený top s rukávem, chlapci nosili plátěné kalhoty a košile. Pastýř měl obnažený vršek, světle zelené kalhoty a na hlavě věnec upletený z břečťanu. Strážce měl stejné oblečení jako ostatní, ale v bílé barvě. Šalamoun oblékal lahvově zelený dlouhý plášť a nosil korunu. Šulamit se lišila od ostatních žen jen šatem vínové barvy. Bubeník představoval osud a smrt, a proto byl oblečen v červené barvě. Píseň písní existovala i v koncertní verzi, ve které se oblečení omezilo jen na rifle a bílé košile.

### Brna (2004–2005)
Další výjimečnou inscenací v hned další sezóně 2004–2005 se stala Brna podle
stejnojmenné skladby mladého básníka Jakuba Kostelníka. Představení vycházelo z prvního zpěvu básně z celkových čtyř. Výjimečná byla tím, že hotový text ÚstaFu nabídl na zpracování přímo brněnský básník. Na dramaturgii se podílel člen souboru Pavel Rybička. S touto inscenací ÚstaF přes Wolkrův Prostějov opět postoupil na Jiráskův Hronov.
Chlapci nosili jednobarevný tmavý oblek a barevnou košili, dívky měly společenské šaty. Oblečení sólistů bylo sladěno do červeno-bíla, což jsou barvy na znaku města Brna. Chlapec měl oblek a červenou košili s bílým límcem, dívka oblékla bílé večerní šaty a červený šál. Kostýmy interpretů doplňovaly extravagantní účesy.
Na začátku představení stál na jevišti jen dirigent. Postupně se pod jeho taktovkou a za hudebního doprovodu objevovali na pódiu další herci, kteří zosobňovali obyvatele města. Pod tlumeným světlem tanečním krokem jako první nastoupily dívky, do plného světla poté nastoupili chlapci. Jako poslední na katafalk vystoupil pár představující mužskou a ženskou duši Brna. Zdánlivě chaotický nástup byl podpořen rozmístěním netradičních hudebních nástrojů hned vedle herců. Po Písni písní se jedná o další inscenaci doplněnou hrou na hudební nástroje, jenže tentokrát roli převzaly nezvyklé instrumenty jako plechový barel, ocelová tyč, valcha či noviny. Hraní na ně dodalo představení industriálně syrový a chladný zvuk. Podobné principy jako v Písni písní byly použity i zde. Například pro navození prostředí brněnského náměstí jednotlivci přes sebe říkali slova „hluky hluků“ a „zvuky zvuků“, a tím vznikla zvuková iluze vrkajících holubů na náměstí.

### Jsi proklat, majiteli
Inscenace Jsi proklat, majiteli vznikla pro nově vytvořený soubor voiceband.cz. Premiéru měla v sezóně 2006–2007. Na přehlídce experimentujícího divadla Jarní divadelní festival v Brně získala inscenace dvě čestná ocenění poroty za kostýmy a režii. Soubor se zúčastnil přehlídek Wolkrův Prostějov a Jiráskův Hronov. S touto hrou vystoupil i na festivalu Hviezdoslavov Kubín na Slovensku.
Text inscenace byl odvozen z básně Christiana Morgensterna „Košilela“, která se zakládá na pravidelném rýmu způsobeném refrénem v každém druhém verši. V inscenaci bylo využito jedenáct různých textů „Košilely“, střídala se čeština s němčinou. Pro výběr překladu nebyla rozhodující jeho kvalita, ale to, jak se souboru s překladem dobře pracovalo.
Herci byli oblečeni v dlouhých bílých košilích. Ústřední postava ztvárněná režisérem měla oprátku kolem krku a oblečena byla v dlouhé černé košili. Soubor předváděl společně s různými překlady textu rozličná divadelně-poetické ztvárnění, např. erotickou, moravskou či fotbalovou „Košilelu“. Báseň je situována na šibeniční vrch. Původní text pochází ze sbírky nazvané Šibeniční písně. Košile je artefakt, jehož účelem je být nošen. Když je však člověk oběšen, jako mrtvý už košili nepotřebuje a ta ztrácí svůj význam. Na šibeničním vrchu se proto hromadí „vyprázdněné“ košile a čekají, dokud nezetlí. Dlouhý čas si krátí hraním, např. hrají fotbal, což se v recitaci projevilo skandováním. Režisér na závěr inscenace vystoupil na šibeniční vrch, nakupený z těl aktérů hry, a byl jimi proklet.

### Zaklínání malého Radka
Již sjednocený soubor ÚstaF-voiceband.cz vytvořil hru Zaklínání malého Radka, která měla premiéru v sezóně 2012–2013 na prknech HaDivadla, kde ÚstaF-voiceband.cz od sezóny 2011–2012 hostuje. Představení prezentoval soubor i na Wolkrově Prostějově, kde za něj získal Zvláštní cenu Vojty Bárty a Jitky Šotkovské. V listopadu 2014 proběhla derniéra.
Radek Malý je olomoucký básník a překladatel. Z jeho knížky básní Listonoš vítr určené dětem a jejich babičkám a z dětské knížky Poetický slovníček dětem v příkladech vybral Zdeněk Šturma několik textů, které použil jako koláž vzpomínek malého Radka na svoji babičku a na to, jak spolu chodili na podzim zaklít les. Představení je jakousi cestou zpět ke hravému vnímání reality očima dítěte. Zakletí vnáší prvek tajemna a obohacuje děj o záhady a mýty. Název voicebandového koncertu odkazuje k autorovi básní a k Zdeňkovi Šturmovi, který ztvárňuje malého Radka a zároveň provádí představením. Svým složením z jednoduchých říkanek nechá inscenace vzpomenout na Spolužáčkoviny, kdežto prokomponovaným příběhem připomíná Píseň písní.
Před sborem a až těsně u diváků v hledišti divadla stál Zdeněk Šturma v kápi a průvodním slovem uváděl jednotlivá recitační vystoupení. Vzpomínal na hřbitov, Dušičky, vydlabanou dýni atd. Při vytváření inscenace bylo využito storytellingu neboli vypravěčství. Vypravěč nemá dán pevný příběh, jeho cílem je vyvolat v divákově představě dané obrazy, vytváří atmosféru a svůj příběh ilustruje divadelními prostředky. V úvodu nastoupila ve dvojstupu asi třicítka lidí z hloubi jeviště a za doprovodu veršů znějících jako zaklínadlo postupovala „z hloubi lesa“ před diváky. Herci oblékli stylizované kostýmy (farář, kurtizána aj.) v černé barvě s červeným doplňkem (šátek, kravata, podvazek aj.) a s patřičnou rekvizitou (bičík, slunečník, malířská paleta aj.) Oblečení doplnilo červeno-černé líčení úst odkazujíc k barvám ÚstaFu. Výrazná dvoubarevnost měla umocnit mystickou atmosféru. V mezičase mezi recitací se interpreti stylizovanou chůzí pohybovali „chaoticky“ z místa na místo, aby vytvořili půlkruh, dvojřad či jiné uspořádání. Pohyb byl přítomný i při samotné recitaci. Inscenace Zaklínání malého Radka je zatím nejdynamičtějším představením ÚstaFu.
Při koncertu se pracovalo mimo jiné s principem převrácení, kdy polovina sboru recitovala pozpátku. Bylo užito hádanek, v těchto místech mohl divák vykřiknout řešení do hlediště jako odpověď tazateli.
Součástí výtvarného řešení bylo nápadité užití světel. Ve chvíli, kdy průvodce stál vpředu u diváků a vyprávěl svůj příběh, světlo zabíralo jen jeho postavu. Sboristé v pozadí se mezitím v přítmí přeskupovali. Během dění se rovněž měnily světelné podmínky a dokreslovaly tak atmosféru tajemného a mystického podzimu.

### Vytrženo z čítanky
V roce 2014 soubor dokončuje další projekt Vytrženo z čítanky. Voicebandově upravené čítankové texty mají za cíl zpochybnit způsob, jakým česká škola, škola která se zaklíná Komenským, pracuje s čítankovým kánonem. V rámci „protestu“ proti soudobým způsobům dojde dokonce i na provokativní trhání stránek z knih. Členové souboru jsou oděni do bílých košil a černých kalhot, respektive sukní doplněných o barevnou kravatu což poněkud navozuje dojem úhledně upraveného školáka. Premiéru mělo představení na festivalu Špíl-berg a z krajského kola postoupilo na Wolkrův Prostějov, kde získalo jak cenu diváka, tak nominaci na celostátní přehlídku Jiráskův Hronov. Přestože tedy tento projekt zaznamenal značný úspěch, mezi samotnými členy souboru nebyl názor na něj jednotný a prezentace na Jiráskově Hronově znamenala derniéru.
Anotace:
„...to se naučíte nazpaměť!!!“
A tak jsme se učili... a snad každý z nás chtěl někdy tu stránku z čítanky vytrhnout, zahodit a zmačkat do kuličky... A udivuje nás pak v dospělosti, jak jsme schopni po několika nápojích vylovit z útrob mozku kdysi namemorovaná torza, která pak dobrovolně mocným hlasem recitujeme... a po několika dalších nápojích přidáváme backround o okolnostech autorova úmrtí, jeho nevlastních dětech, milenkách a pohlavních chorobách... mocné české školství...
Je s podivem, jak se čítankový kánon ustálil a my stále bijem o mříže, na břehu řeky Svratky stále kvete rozrazil a křišťálová studánka se stále nachází v nejhlubším lese. Na recitačních soutěžích školáčci mocným hlasem recitují o dubovém stolu, králi Karlovi a Buškovi z Velhartic, školačky se pak dojímají nad otřesnou sociální situací na Frýdecko-Místecku a pak z oka skane nejedna slza doprovázející Maryčku na její cestě k sebevraždě.
Nezpochybňujeme kánon jako takový, zpochybňujeme způsob, jakým s ním zachází česká škola, škola, která se zaklíná Komenským. Je čas bořit i čas budovat.

### Brna (2015–2016)
V roce 2015 se soubor pouští do „staronového“ projektu, kterým jsou Brna. Skladbu brněnského básníka Jakuba Kostelníka, kterou soubor částečně zpracoval již v roce 2005, nicméně uskupení, v té době již ve značně obměněné sestavě, uchopilo jako nový projekt, kdy nebylo cílem zrekonstruovat původní verzi, nýbrž vytvořit zcela nové voicebandové představení. Soubor navíc tentokrát zpracoval všechny čtyři zpěvy básně. Premiéra a zároveň derniéra představení, která proběhla 23. dubna 2016 opět v HaDivadle, byla spojena rovněž s vydáním samotné básnické sbírky Brna Jakuba Kostelníka, přičemž finance na výtisk a realizaci byly získány prostřednictvím startovače financování projektů.
Voicebandové zpracování skladby Brna je z hlediska technik, jež soubor užívá zcela inovativní a netradiční, přesto vzhledem k heslu voiceband zcela logické. Uskupení v tomto představení využilo pedálového efektu – looperu, pomocí kterého pětice členů vytváří působivou smyčku s melodií, rytmem a variací slov. Za těchto zvuků postupně nastupují na jeviště ostatní členové odění netradičně do zvláštních bílých kostýmů z vrstev primitivní bílé látky. Jakmile jsou všichni členové nastoupeni, smyčka končí a začíná první ze čtyř zpěvů básně ve voicebandovém podání tak jak jej od tohoto souboru známe. Po konci zpěvu opět nastupuje pětice s novou smyčkou a herci postupně mizí z jeviště, aby se po chvíli znovu vrátili, tentokrát však již méně oděni v bílém kostýmu, začíná se objevovat černá košile a kalhoty. Stejný proces následuje i po druhém zpěvu načež herci nastoupí již tradičně v černém pouze s bílou kravatou, aby po třetím zpěvu a další smyčce odložili i tu.
Výraznou výtvarnou složku dotvářejí nejen bílé kostýmy a jejich postupné odkládání, ale i různé projekce na plátno za herci, přičemž v prvním a částečně druhém zpěvu, když ještě herci mají bílé kostýmy, dotvářejí i oni sami toto plátno.

### KY-KY-TI-CE-CE
V roce 2016 začíná soubor pracovat na voicebandovém zpracování klasiky české literatury – Erbenově Kytici. Představení pod názvem KY-KY-TI-CE-CE, jehož příprava si nakonec vyžádá více než dva roky, se své premiéry dočká v Divadle U Stolu v Brně až v červnu 2018, přesto jej soubor uvede ještě v ne zcela dokončené formě již o rok dříve na krajské přehlídce Špíl-berg a vyslouží si doporučení na 1. místě na Wolkrův Prostějov, kde se nakonec rovněž prezentuje a za představení tehdy ještě pod názvem Erben Květy získá druhé místo v anketě diváků a Cenu poroty.
V původní ještě nedokončené verzi je na jevišti uprostřed scény „papundeklový“ pomníček doplněný o několik bílých květů, který se překlopením mění v nápis Erben: Kwěty (podle staré češtiny w). Členové mají výhradně černý oděv a tváře jim zdobí slova vytrhaná z jednotlivých balad, která pod modrofialovým světlem světélkují. Práce se světlem je zachována i ve finální verzi, kde však již slova na obličeji pro svou nevýraznost nejsou užita, zmizel i papundeklový pomníček/nápis místo něhož se na jevišti nachází kovový barel, který je využíván ke zvukovým efektům při přechodech herců mezi jednotlivými baladami. Světelné efekty jsou užity ke zvýraznění jednotlivých skupin či jednotlivců podle jejich významu v dané baladě a dále je využívána projekce různých obrazů/videí na provizorní plátno vytvořené z bílých záclon a jednotlivých členů, kteří mají černý oděv zepředu překryt bílým plátnem a sami tedy rovněž dotvářejí projekční plochu. Chodidla zůstávají bosá a viditelná.
Stejně výrazný jako výtvarná složka je i posun od rytmu k melodii, kterou je toto zpracování charakteristické.
Soubor kombinuje klasické Erbenovy balady (ve finální verzi je jich 12, vicebandové podoby se nedostalo pouze 13. baladě Lilie), které povětšinu známe z čítanek literatury, přesunuje celé pasáže, zkracuje je až na dřeň a tím vším míří k samé podstatě textů a nabízí nám pohled nový, originální.
Anotace:
Pro legendární obrazoborecký voicebandový soubor není Erbenova Kytice jen další pojem ze školních osnov, je to dílo tak nadčasové, že má stále smysl se k němu vracet a hledat v něm nové skryté hlubiny.
Otvíráme Erbena aktuálně, nově, neotřele, lomíme hřbet a žvýkáme stránky, trháme, skládáme a znova trháme, tříštíme se a scelujeme.
Neúprosná moc osudu, síla a pokora víry, tíživost tradic a magie krajiny, koncentrovaná smrt a život až na kost. To podstatné, výtažek z 12 balad je podáván prostřednictvím představení brněnského voicebandového tělesa ÚstaF-voiceband.cz.
Již jedenáctá odbila a pohnul se obraz na stěně... Kterak mám se káti?